# Angelina Muniz
Angelina Maria Muniz Zagari (Rio de Janeiro, 21 de março de 1955) é uma atriz brasileira.

## Biografia
Angelina é considerada um dos maiores símbolos sexuais da década de 1980, quando apareceu nua em filmes como O Inseto do Amor e na edição brasileira da revista Playboy, na qual apareceu três vezes (em julho de 1980, março de 1982 e janeiro de 1985).
Teve uma breve experiência como locutora de rádio, apresentando, durante a década de 1990, um programa de MPB na extinta rádio Musical FM, de São Paulo.
Angelina é irmã da também atriz Rosana Muniz, e fez faculdade de Direito na Universidade Cândido Mendes de Ipanema.

## Carreira

### Televisão
| Ano  | Título                           | Personagem                               | Emissora          |
| ---- | -------------------------------- | ---------------------------------------- | ----------------- |
| 1978 | Sinal de Alerta                  | Rita Benson                              | Rede Globo        |
| 1980 | Pé de Vento                      | Lyris                                    | Rede Bandeirantes |
| 1980 | Plumas e Paetês                  | Claudia Staffiero                        | Rede Globo        |
| 1981 | Jogo da Vida                     | Fernanda Nolasco (A Jacaroa do Pantanal) | Rede Globo        |
| 1981 | Sítio do Picapau Amarelo         | Iara (Eps: "O Espelho da Cuca")          | Rede Globo        |
| 1982 | A Força do Amor                  | Hilda                                    | SBT               |
| 1983 | Final Feliz                      | Glenda                                   | Rede Globo        |
| 1984 | Vereda Tropical                  | Angela Akkerman                          | Rede Globo        |
| 1985 | Uma Esperança no Ar              | Anna                                     | SBT               |
| 1987 | Sassaricando                     | Isabel (Bel)                             | Rede Globo        |
| 1990 | Gente Fina                       | Dinorah Almeida                          | Rede Globo        |
| 1994 | Retrato de Mulher                | Zoraide                                  | Rede Globo        |
| 1994 | Éramos Seis                      | Karime (Karen)                           | SBT               |
| 1995 | Sangue do Meu Sangue             | Zara                                     | SBT               |
| 1996 | Dona Anja                        | Maria Helena Pfeiffer                    | SBT               |
| 1999 | Tiro e Queda                     | Lúcia Pires                              | RecordTV          |
| 2001 | O Direito de Nascer              | Condessa Victória de Monteverde          | SBT               |
| 2005 | Bang Bang                        | Violeta Gonzalez                         | Rede Globo        |
| 2006 | Bicho do Mato                    | Francisca Saboya                         | RecordTV          |
| 2007 | Louca Família                    | Alexina Hernandez                        | RecordTV          |
| 2007 | Caminhos do Coração              | Cassandra Fontes Martinelli              | RecordTV          |
| 2008 | Os Mutantes: Caminhos do Coração | Cassandra Fontes Martinelli              | RecordTV          |
| 2008 | Louca Família                    | Gisela Perez Pinheiro (Gigi) 2008/2009   | RecordTV          |
| 2010 | Ribeirão do Tempo                | Léia Pelago                              | RecordTV          |
| 2010 | Pousada da Jarilene              | Valeruska Travassos                      | RecordTV          |
| 2013 | Dona Xepa                        | Pérola Castro e Barros                   | RecordTV          |
| 2013 | Tá Tudo em Casa                  | Mirtes de Souza                          | RecordTV          |
| 2015 | Milagres de Jesus                | Aviva                                    | RecordTV          |
| 2015 | Os Dez Mandamentos               | Rainha Tuya                              | RecordTV          |
| 2017 | Belaventura                      | Matriona Mascate                         | RecordTV          |
| 2018 | Jesus                            | Yarin / Mulher Samaritana                | RecordTV          |
| 2019 | O Figurante                      | Jacira Brandão                           | RecordTV          |

### Cinema
| Ano  | Título                       | Personagem            |
| ---- | ---------------------------- | --------------------- |
| 1978 | As Borboletas Também Amam    | Mônica                |
| 1978 | Fim de Festa                 | Malu                  |
| 1978 | O Inseto do Amor             | Zuleica               |
| 1979 | O Sol dos Amantes            | Ritinha               |
| 1979 | Nos Embalos de Ipanema       | Verinha               |
| 1979 | Amante Latino                | Sandra Rosa           |
| 1980 | O Grande Palhaço             | Trapezista Irma       |
| 1981 | Karina, Objeto do Prazer     | Maria do Carmo/Karina |
| 1982 | Tchau, Amor                  | Rejane                |
| 2007 | Olho de Boi                  | Evangelina            |
| 2016 | Os Dez Mandamentos - O Filme | Rainha Tuya           |

### Teatro
- 1977 - Dramacomedia
- 1985 -  Dona Flor e Seus Dois Maridos[15]
- 1989 - Quem Programa Ação, Computa Confusão
- 1994 - Quando Sair Bata a Porta
- 2003 - Casa, Comida e Alma Lavada
- A Detetive Mágica